# Пузиков, Александр Иванович
Александр Иванович Пузиков (1911—1996)— советский литературовед, заслуженный работник культуры РСФСР, член Союза писателей и Союза журналистов СССР.

## Биография
Родился в 1911 году в Москве. Работал помощником электромонтёра, в 1932—1933 гг. учился в Редакционно-издательском институте, а после его закрытия — на факультете русского языка и литературы Московского государственного педагогического института. Окончив институт в 1937 году, работал консультантом в Библиотеке имени Ленина. В 1940 году защитил кандидатскую диссертацию «Социальный роман Золя» и был направлен преподавать в Дагестанский педагогический институт, заведовал кафедрой литературы, был деканом литературно-исторического факультета.
В 1945 году вернулся в Москву и до 1987 года работал в Государственном издательстве художественной литературы: заведующий редакцией иностранной литературы, с 1949 года главный редактор. Член ВКП(б) с 1946 года.
За разработку и осуществление научных принципов издания 200-томной серии книг «Библиотека всемирной литературы»: текстологический анализ, литературоведческие исследования, художественный перевод и иллюстрации был в составе коллектива удостоен Государственной премии СССР в области литературы, искусства и архитектуры 1978 года.
Умер в Москве в 1996 году. По завещанию прах Пузикова и его жены частично развеян в Коктебеле недалеко от могилы М. Волошина; другая часть захоронена в колумбарии на Донском кладбище.

## Сочинения
- Оноре Бальзак : Критико-биогр. очерк. / 2-е изд. — М.: Гослитиздат, 1955. — 104 с., 1 л. портр.
- Портреты французских писателей. — М.: Художественная литература, 1967. — 319 с., 7 л. портр.
- Золя. — М.: Молодая гвардия, 1969. — 271 с. — (Жизнь замечательных людей).
- Будни и праздники : из записок главного редактора. — М.: Художественная литература, 2012. — 406, [1] с., [17] л. ил., портр. — (Серия литературных мемуаров). — ISBN 978-5-280-03609-3